# Conexión a través del Strelasund
Conexión a través del Strelasund (del alemán: Strelasundquerung) es el nombre dado a los dos puentes que conectan la isla de Rügen a través del estrecho de Strela con Pomerania Anterior cerca de Stralsund, Rügenbrücke (puente de Rügen) y Rügendamm (terraplén o calzada de Rügen), así como los servicios regulares de transbordadores entre Stralsund y Altefähr y entre Stahlbrode y Glewitz.
Hasta 1936, acceder a la isla de Rügen desde el continente sólo era posible mediante el uso de los transbordadores entre Stralsund y Altefähr (el nombre de la localidad significa transbordador viejo) y entre Stahlbrode y Glewitz. En 1936-1937 se construyó el terraplén de Rügen con una carretera de dos carriles, un camino peatonal, un carril de bicicletas y una línea de ferrocarril de vía única.
El puente de Rügen (Rügenbrücke) es un puente que pertenece a la conexión por carretera y ferrocarril conocida como Rügendamm y une la Alemania continental con la isla de Rügen, la mayor isla del país, situada en el mar Báltico.
La construcción fue iniciada en 2004, siendo inaugurado el 20 de octubre de 2007 por la canciller Angela Merkel. Tiene una longitud de 2831 m y la pilona central llega a una altura de 120 m.

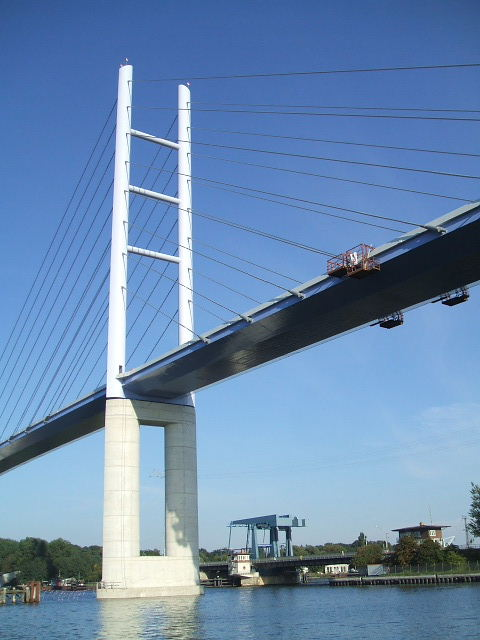
El nuevo puente de Rügen y el Rügendamm.

## Galería de imágenes

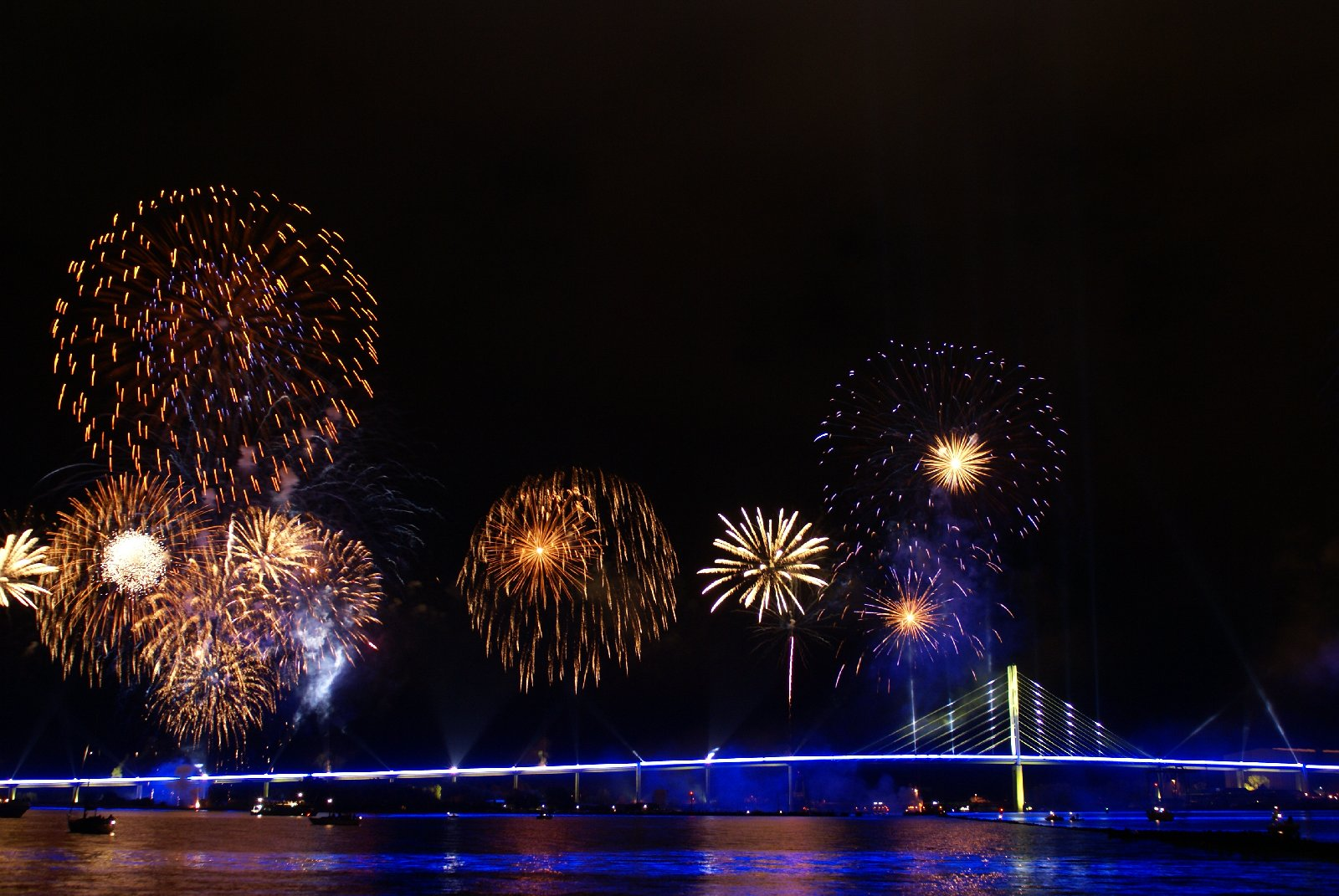
Fuegos artificiales en la inauguración del puente en octubre de 2007
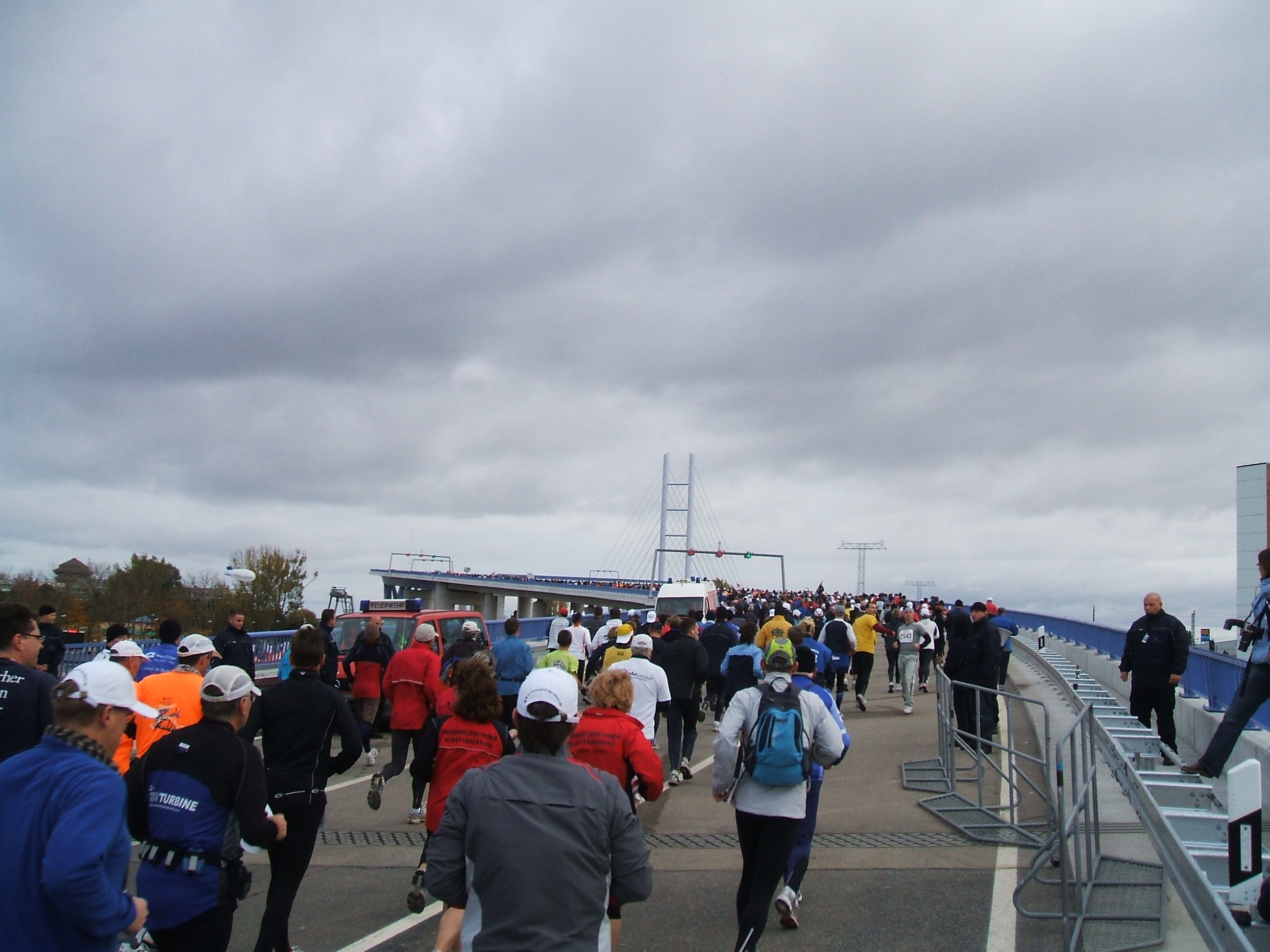
Carreras en el puente de Rügen